# Jatropha sympetala
Jatropha sympetala är en törelväxtart som beskrevs av Sidney Fay Blake och Paul Carpenter Standley. Jatropha sympetala ingår i släktet Jatropha och familjen törelväxter. Inga underarter finns listade i Catalogue of Life.